# Братська могила радянських воїнів (Борівське)
Бра́тська моги́ла радя́нських во́їнів — братська могила і пам'ятник у смт Борівське.

## Опис

Солдат, фарбований під бронзу

Меморіал встановлений у 1957 році. Розташовується поряд з Миколаївською церквою на центральній вулиці селища Червона трохи віддалено від центру. Поряд розташована невелика трибуна, з якої у Радянські часи проходили мітинги та перед якою проходили колони колгоспників.
Пам'ятник розташований на багатоступінчастому п'єдесталі, нижня частина якого нагадує парапет, на якому вилиті у бетоні прізвища 202 загиблих у Другій світовій війні. На фасаді постаменту, на тлі червоного прапора — напис: «Вічна пам'ять героям, полеглим у боях за свободу та незалежність нашої Батьківщини». На вершині — бетонна скульптура, пофарбована під бронзу. Солдат у шинелі притримує великий вінок правою рукою. Вінок з лавра і дубового листя — символ безсмертя.

## Галерея

Надпис на пам'ятнику
Солдат